# Afazja (filozofia)
Afazja, nieorzekanie – pojęcie występujące w filozofii starożytnych sceptyków oznaczające zaprzestanie komunikowania sądów po zawieszeniu wydawania wszystkich sądów.
Afazja nie polega na całkowitym zamilknięciu, ale na przestawaniu wydawania sądów co do natury rzeczywistości – sceptyk może mówić, nie może jednak sądzić, że tak jak mówi z pewnością jest rzeczywiście, może mówić tylko zachowując pełną świadomość, że to co mówi jest tylko jego mniemaniem.